# Predor Evrazija
Predor Evrazija (turško Avrasya Tüneli) je cestni predor v Carigradu v Turčiji, ki  prečka Bosporski preliv. Predor je bil uradno odprt 20. decembra 2016, promet pa spuščen 22. decembra 2016.
5,4 km dolg dvonadstropni predor povezuje Kumkapı na evropskem delu in Koşuyolu, Kadıköy, na azijskem delu Carigrada s 14,6 km dolgo cesto, vključno s pristopnimi cestami do predora. Prečka Bospor pod morskim dnom na največji globini −106 m. Je približno 1 km južno od podmorskega železniškega predora Marmaray, ki so ga odprli 29. oktobra 2013.  Potovanje med obema celinama traja približno 5 minut.  Cestnina se pobira v obe smeri; od leta 2018, 36,40 ₺ (približno 4 USD) za avtomobile in 54,70 ₺ (6 USD) za minibuse.

## Ozadje
Idejno ozadje predora Evrazija sega v Transport master plan – prometni načrt iz leta 1997, ki ga je pripravila Carigrajska univerza v imenu mestne občine Carigrad. Na podlagi tega načrta je bila leta 2003 narejena študija izvedljivosti za nov prehod preko Bosporja. Glede na rezultate te študije je bil cestni predor priporočen kot rešitev, ki je ponudila najvišjo stopnjo izvedljivosti.
Turško ministrstvo za promet, pomorstvo in komunikacije je naročilo študijo izvedljivosti podjetju Nippon Koei Co. Ltd. leta 2005 za oceno nadomestnih poti za nov prehod s predorom. Študija se je na podlagi okoljskih in družbenih meril, stroškov in dejavnikov tveganja zaključila s podporo prvotno predlagani trasi kot prednostni možnosti. 
Pri izbiri lokacije predora, ki je bila postavljena še bolj na jug, so bili upoštevani trije sedanji mostovi čez Bospor, da bi bolje uravnotežili porazdelitev prometa med prehodi. Druga merila za izbor so vključevala nižje stroške naložbe na trasi zaradi krajše dolžine predora in razpoložljivosti zadostnega prostora za gradbišče in operativne zgradbe (cestninska postaja, upravne enote). Ocene, ki so temeljile na alternativah za koridor, in so bile izčrpno opredeljene v študiji izvedljivosti, so prav tako podpirale izbiro predlagane trase glede na okoljske in socialne stroške ter dejavnike tveganja.

## Investitorji
Avrasya Tüneli İşletme İnşaat ve Yatırım A.Ş. (ATAŞ) je bila ustanovljena 26. oktobra 2009 s partnerstvom Yapı Merkezi iz Turčije in SK E&C iz Južne Koreje.
Model zgradi – upravljaj - prenesi, sprejet pri predoru Evrazija, je združil dinamiko zasebnih naložb in njihove projektne izkušnje ter podporo mednarodnih finančnih institucij. Koncesija traja 29 let. Partnerska pogodba vključuje zajamčene minimalne prihodke in delitev dobička za dele, ki presegajo zajamčene prihodke.
Evropska banka za obnovo in razvoj (EBRD) je zagotavljala finančni paket v vrednosti 150 milijonov ameriških dolarjev. Druge sestavine finančnega paketa v višini 1,245 milijarde ameriških dolarjev so posojilo v višini 350 milijonov dolarjev Evropske investicijske banke (EIB) ter financiranje in jamstva korejske izvozno-uvozne banke in K-Sureja, tudi s sodelovanjem bančne korporacije Sumitomo Mitsui, Standard Chartered, Banka Mizuho, Türkiye İş Bankası, Garanti Bank in Yapı ve Kredi Bankası. Nekateri posojilodajalci in Deutsche Bank zagotavljajo zavarovanje za transakcijo.

## Projekt
Projekt je sestavljen iz treh glavnih segmentov: 
Evropska stran
Gradnja petih podvozov in sedmih prehodov za pešce kot nadvozi ob ulici Kennedy, ki se razteza med Kazlıçeşme in Sarayburnu kot obrežna cesta ob Mramarskem morju. Razširitev celotnega odseka 1, ki je približno 5,4 km dolg iz 3×2 pasova na 2×4 pasove. 
Prečkanje Bosporja
Gradnja 5,4 km cestnega predora z dvema nadstropjema z dvema pasovoma na vsaki palubi, cestninskim platojem in upravno stavbo na zahodnem koncu ter prezračevalnimi jaški na obeh koncih predora. 
Azijska stran
Razširitev pasov iz 2×3 in 2×4 na 2×4 in 2×5 vzdolž približno 3,8 km dolgega odseka sedanje ceste D100, ki povezuje Göztepe z državno avtocesto Ankara-Carigrad in izgradnjo dveh izvennivojskih križanj, enega nadvoza in treh objektov za pešce. 

## Tehnične podrobnosti
Za zasnovo je bila odgovorna ameriška družba Parsons Brinckerhoff (zdaj WSP), britanska Arup Group  in American Jacobs Engineering Group pa sta se lotili tehničnih in prometnih študij, HNTB pa je zagotovil neodvisno preverjanje načrtovanja. Geotehniško raziskavo je opravilo nizozemsko svetovalno podjetje Fugro. Stroj za vrtanje tunelov (TBM) je dobavil nemški proizvajalec Herrenknecht. Italijansko podjetje Italferr je bilo v imenu uprave zadolženo za upravljanje del in pregled projektov. Za delovanje in vzdrževanje bo skrbela francoska družba Egis Group .
Odsek TBM, ki prečka Bospor, je dolg 3,4 km, nadaljnjih 2,0 km je bil zgrajen po novi avstrijski metodi tuneliranja (NATM) in metodi cut-and-cover. Premer izkopa predora je 13,7 m, kar omogoča notranji premer 12,0 m s 60 cm debelo oblogo.
Predor je v potresno aktivnem območju, približno 17 km do območja severnega anatolskega preloma. Za zmanjšanje potresnih napetosti / obremenitev pod dovoljenimi nivoji služita dva prožna potresna stika / segmenta; z mejami premika ± 50 mm za striženje in ± 75 mm za ekstrakcijo / krčenje; so bili inovativno zasnovani, posebej, lokalizirani v geoloških / geofizičnih / geotehničnih pogojih, testirani v laboratoriju; prvič izvedeno pri vrtanju s TBM v podobnih hudih pogojih. Projektna jakost potresa je bila določena kot trenutna magnituda 7,25, načrtovanje funkcionalnih in varnostnih potresov pa je bilo povratno obdobje 500 oziroma 2500 let. Lokacije potresnih skupin, opredeljene v fazi načrtovanja, so bile preverjene z nenehnim nadzorom momentov rezalnih glav.
3340 m predora je bilo izkopanih in zgrajenih s TBM-strojem Mixshield Slurry s premerom 13,7 m, ki je bil zasnovan izključno in opremljen z najnovejšimi 483 mm rezkarji za diske (35 kosov monoblok rezkarji, vsi so atmosfersko spremenljivi z individualnim senzorskim sistemom), 192 nožev za rezanje kosov (samo 48 atmosfersko spremenljivih), posebne zapornice pod pritiskom za potapljače ter material in reševalna komora za vse člane izmene. Naprava za čiščenje odpadne vode (instalirana moč 3,5 MW), ki odstranjuje bentonitno blato, ki je bila uporabljena med izkopom in se obnavlja z 2800 m³ / h zmogljivostjo (približno enakovredno 20 m / dan). Uporabljeni TBM je bil s 33 kW na kvadratni meter rezalne glave  prvi na svetu, na drugem mestu s tlakom 12,0 barov in šesti s površino izkopavanja 147 m².
Izkop s TBM je bil končan s toleranco ± 5 cm v 479 koledarskih dneh, kar je pomenilo povprečno hitrost napredovanja 7,0 m / dan (9,0 m / dan za delovne dni) s tremi posadkami 24/7. Najvišja hitrost napredovanja je bila dosežena na območju morskega sedimenta z 18,0 m / dan. Neposredni porabljeni čas za izkope in gradnjo obročev je bil približno 3500 ur in 1700 ur. V formaciji Trakija so izkopali 28 nasipnih območij s povprečno frekvenco 90 m, debeline pa so se gibale med 1 in 120 m. Poleg tega je posadka TBM zamenjala 440 rezalnih diskov, 85 strgalnikov in 475 ščetk ter uspešno izvedla štiri operacije hiperbaričnega vzdrževanja (skupaj 45 dni) s posebej usposobljenimi potapljači (največ do 10,8 bara prvič na svetu).
15.048 segmentov debeline 600 mm (1672 obročev) je bilo izdelanih in povezanih med seboj s pomočjo 30.765 vijakov. Vsak obroč je sestavljen iz devetih segmentov, ki so imeli povprečno 28-dnevno tlačno trdnost in lahko vzdržijo vsaj 127 let pod podmorskimi pogoji. Samo 0,3 % proizvedenih segmentov je bilo pomanjkljivih zaradi razpok širine več kot 0,2 mm.
Po drugi strani sta bili v 445 koledarskih dneh, po klasični metodi rudarjenja, dokončani dve predorski cevi (vsaka dolga približno 950 m) s prečnim prerezom 85 m² vsaka. Ti predorski cevi so bili izkopani v formaciji Trakija iz štirih odkopnih mest z najmanjšo hitrostjo napredovanja 1,4 m / dan v gosto poseljenem okrožju in največ 8 m oziroma 41 m. Obe predorski cevi sta se med seboj srečali v mejah ± 2 mm. 
Predor je zasnovan tako, da ima zaščitne prostore za nujne primere na razdalji 200 m, da se zagotovi zavetje in tudi pot za izhod v drugo predorsko raven. Na vsakih 600 m je zasilni pas, opremljen s telefonom za klic v sili.
Omejitev hitrosti skozi predor je 70 km / h. Skozi predor naj bi po prvem letu prepeljalo okoli 120.000 avtomobilov in lahkih vozil.